# Samyang

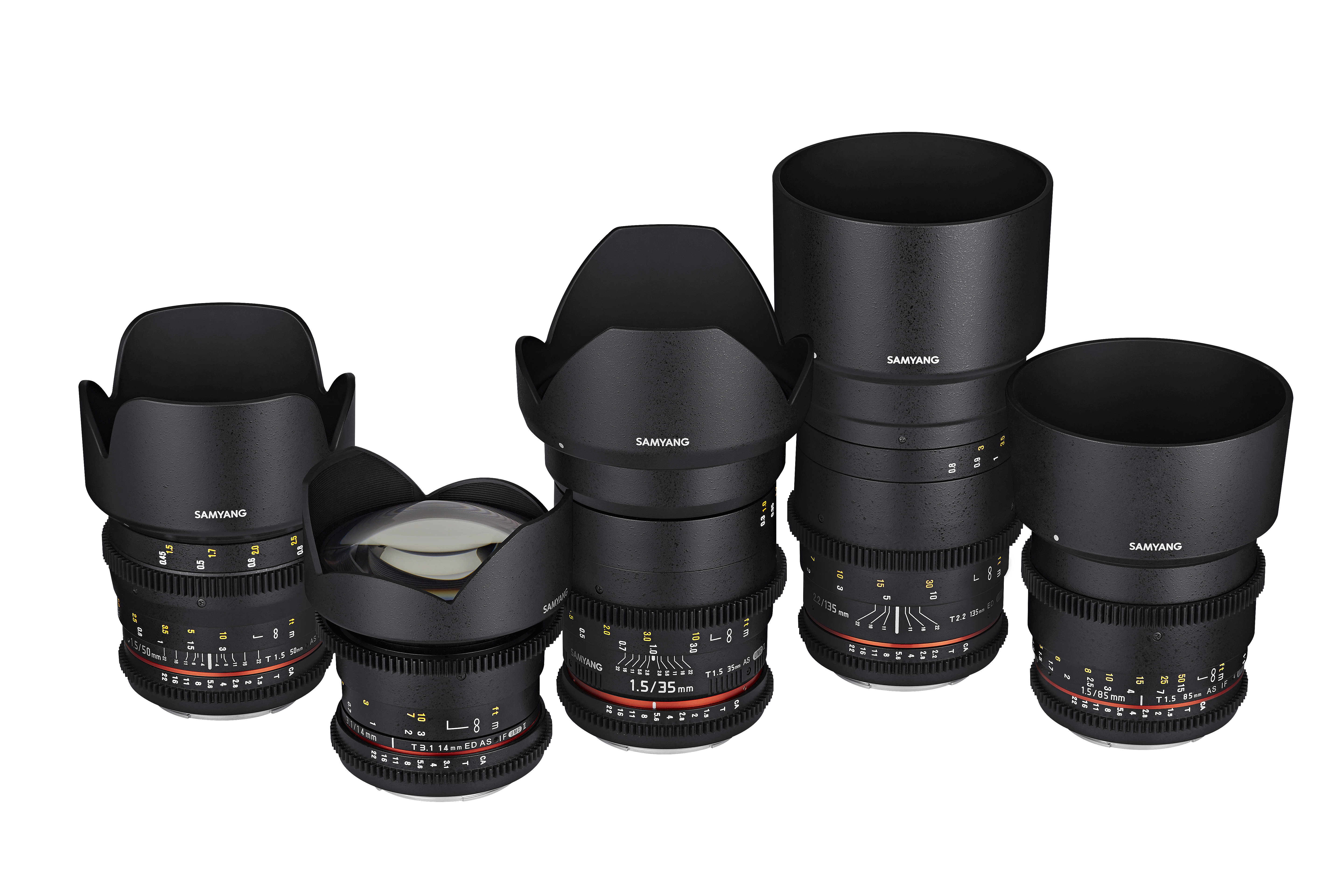
Obiektwy Wideo firmy Saymayng

Samyang Optics – firma produkująca sprzęt optyczny z Korei Południowej. Posiada kilka marek takich jak Samyang, Rokinon czy Bower. Firma jest znana głównie dzięki swojej linii cenionych obiektywów manualnych, posiada jednak w swojej ofercie także obiektywy z autofokusem.
Do 2015 roku Polskim dystrybutorem obiektów marki Samyang była firma Next77. Od 2015 dystrybucją zajęła się firma Foto-Technika. Kolejna zmiana nastąpiła w styczniu 2020 roku, dystrybucje przejęła firma Focus Nordic.
Obiektywy firmy były objęte 5 letnią gwarancją aż do 2020 roku. Najszerszym dostępnym obiektywem jest model XP 10 mm f/3.5, który jest jednym z najszerszych obiektywów ultra szerokokątnych.